# Erigeron seemannii
Erigeron seemannii là một loài thực vật có hoa trong họ Cúc. Loài này được (Sch.Bip. ex Sch.Bip.) Greene mô tả khoa học đầu tiên năm 1891.